# شونسوكي موري (لاعب كرة قدم)
شونسوكي موري (باليابانية: 森 俊祐) (29 أبريل 1984 في إيشيكاوا في اليابان – )؛ هو لاعب كرة قدم سابق كان يلعب كمدافع.